# Сердюченко, Дмитрий Петрович
Дмитрий Петрович Сердюченко (25 октября [7 ноября] 1902, Новочеркасск — 1988 или 8 сентября 1990, Москва) — советский учёный-минералог, петрограф, геохимик, профессор, лауреат Государственной премии СССР.

## Биография
Родился 25 октября (7 ноября) 1902 года в городе Новочеркасске.
В 1928 году окончил геологическое отделение горного факультета Донского политехнического института.
Работал в Донском политехническом институте в кабинете прикладной геологии и минералогии
В 1931 году был допрошен ОГПУ по делу об аресте профессоров Института.
С 1932 года — доцент, с 1935 года — профессор и заведующий кафедрой в Ростовском государственном университете.
Арестован 29 апреля 1938 года. Осужден 23.07.1938 ОСО при НКВД СССР по обвинению в участии в контрреволюционной организации на 5 лет ИТЛ. Прибыл в Ухтижемлаг 24.10.1940 из Краслага. Работал петрографом в ЦНИЛ Ухткомбината. Освобождён 05.03.1944, до 1946 г. оставался там же как вольнонаёмный.
В 1946—1960 годах работал в Совете по изучению производительных сил АН СССР.
Доктор геолого-минералогических наук (1950).
С 1960 года заведующий отделом[каким?] в Институте минералогии, геохимии и кристаллохимии редких элементов (ИМГРЭ).
Скончался 8 сентября 1990 года в Москве. Похоронен на Ваганьковском кладбище.

## Награды и премии
- Лауреат Государственной премии СССР 1970 года (в составе коллектива) — за 3-томную монографию «Геохимия, минералогия и генетические типы месторождений редких металлов».

## Публикации
- Хлориты, их химическая конституция и классификация [Текст]. — [Москва] : Изд-во Акад. наук СССР, [1953]. — 340 с., 11 л. ил. : ил.; 26 см. — (Труды Института геологических наук/ Акад. наук СССР. Минерально-геохимическая серия; Вып. 140; (№ 14)).
- Полезные ископаемые Северо-Кавказского края и проблема их практического использования [Текст] / Д. П. Сердюченко. — Ростов н/Д : Сев. Кавказ, 1932 (гостип. им. Коминтерна). — 64 с., 1 отд. вкл. л. карт. : ил.; 21х15 см.
- Биогенно-эвапоритовые рудные месторождения и породы докембрия / Д. П. Сердюченко; Отв. ред. Л. Н. Овчинников. — М. : Наука, 1985. — 175 с.; 21 см.
- Старокрымский графитоносный район [Текст] : Петрологич. исследование… / Д. П. Сердюченко ; ГГУ НКТП СССР. Всес. науч.-иссл. ин-т минерального сырья. — Москва ; Ленинград : Онти. Глав. ред. геол.-развед. и геодезич. лит-ры, 1935 (М. : Центр. тип. им. К. Ворошилова). — Обл., 120 с., 12 вкл. л. ил. : черт., карт.; 25х18 см.
- Граниты Южного Тимана и их акцессорные минералы [Текст] / Акад. наук СССР. Совет по изучению производит. сил. Сектор минерально-сырьевых ресурсов. — Москва : Изд-во Акад. наук СССР, 1959. — 104 с. : ил.; 26 см.
- Людвигитовая минерализация и (Fe-B-TR)-парагенез в древних платформах [Текст] / Л. П. Сердюченко, А. В. Глебов, В. А. Павлов ; Акад. наук СССР. Ин-т минералогии, геохимии и кристаллохимии редких элементов. — Москва : Изд-во Акад. наук СССР, 1963. — 135 с. : ил., карт.; 26 см.
- Железные руды Южной Якутии [Текст] : Геология, минералогия, генезис и промышленное значение / Акад. наук СССР. Совет по изучению производит. сил ; Д. П. Сердюченко, А. В. Глебов, М. И. Каденская и др. — Москва : Изд-во Акад. наук СССР, 1960. — 519 с., 6 л. табл. : ил.; 27 см.
- Редкие элементы в породах различных метаморфических фаций [Текст] / Д. П. Сердюченко, Б. Г. Лутц, Д. А. Минеев и др. ; АН СССР. М-во геологии СССР. Ин-т минералогии, геохимии и кристаллохимии редких элементов. — Москва : Наука, 1967. — 200 с. : ил.; 21 см.